# فرانز مولر
فرانز مولر (بالألمانية: Franz Müller-Spahn) (و. 1950 – 2009 م) هو طبيب نفسي، وأستاذ جامعي، من ألمانيا، ولد في ميونخ، توفي عن عمر يناهز 59 عاماً.

## مناصب وهيئات
أدار جامعة لودفيش ماكسيميليان في ميونخ، وجامعة غوتينغن، وجامعة بازل.